# احمدی (بوشهر)
احمدی، روستایی است از توابع چغادک در شهرستان بوشهر استان بوشهر ایران.

## جمعیت
این روستا در دهستان دویره قرار داشته و بر اساس سرشماری سال ۱۳۸۵ جمعیت آن ۱۱۳۶ نفر (۲۴۷خانوار) بوده‌است.